# Harnysziwśkij Perejizd
Harnysziwśkij Perejizd (ukr. Гарнишівський Переїзд) – przystanek kolejowy w pobliżu miejscowości Harnysziwka, w rejonie chmielnickim, w obwodzie chmielnickim, na Ukrainie. Położony jest na linii Odessa – Lwów.